# Перу ди Ковилян
Перу ди Ковилян (на португалски: Pêro da Covilhã) е португалски дипломат, пътешественик, изследовател на Африка.

## Ранни години (1450 – 1487)
Роден е около 1450 година в Ковиля, Кралство Португалия. Като момче служи на херцога на Медина Сидония в Севиля около седем години. След като се завръща в Португалия през 1475, преминава на служба при крал Афонсу V, а след неговата смърт служи на сина му Жуау II. По време на войните с арабите Ковилян превъзходно овладява арабски език.

## Пътешествия в Африка (1487 – 1530)
През 1487, заедно с мисионерът Афонсу ди Пайва, е изпратен официално от португалския крал Жуау ІІ за търсене на т.нар. „Земя на Св. Йоан Индийски“, а фактически – за събиране на сведения за търговията с подправки и разузнаване на морските пътища в Индия от пристанищата на Източна Африка и Арабия. На 7 май двамата португалци, снабдени с необходимата информация и пари, се отправят на път. От остров Родос в Егейско море, преоблечени като сирийски търговци, пристигат в Кайро, откъдето през пролетта на 1488 съпроводени от няколко арабски търговци заминават за Индия, като посещават Тор (Суец), Аден и Ормуз.
Двамата пътешественици пребивават в Каликут и Гоа и подробно разпитват и получават верни отговори за търговските пътища в региона. В края на 1489 двамата достигат до крайбрежието на Сомалия, където се разделят, като Пайва заминава за Етиопия, а Ковилян с търговски кораб плава на юг покрай източното крайбрежие на Африка до Софала и става първият европеец посетил крайбрежието на Източна Африка. Там той за първи път чува от арабските моряци за огромния Лунен остров, т.е. получава първите достоверни сведения за остров Мадагаскар.
През 1490 Ковилян се завръща в Кайро, където узнава за смъртта на другаря си в Етиопия и написва писмо до краля, в което дава пълен отчет за пътешествието си. В писмото го съветва да търси път до Индия не по суша, а по море покрай бреговете на Гвинея и след това покрай Лунния остров. Писмото е предадено на краля, а в отговор той му заповядва да продължи пътешествието в Етиопия, където загива Афонсу ди Пайва.
През 1491 Ковилян отново се отправя на път. Посещава Мека и Медина, пресича Червено море и пристига в християнска Етиопия през 1492 или 1493. Там етиопския император го посреща радушно, дарява му земя за обработване и висока служба в двора си, но му забранява да се връща в Португалия. Това обаче не разстройва особено Ковилян, който скоро се жени за етиопка, независимо, че в родината си има жена и деца.
През 1520 в Етиопия пристига португалски посланик Родриго ди Лима, който намира Ковилян в много добро здраве и записва разказите му за неговите странствания, които през 1540 са издадени под заглавието: „Правдиво съобщение за земите на свещеника Йоан Индийски“.
Ковилян умира около 1530 година в Етиопия.